# Filmfare Critic's Award du meilleur documentaire
Le Filmfare Critic's Award du meilleur documentaire (Filmfare Award for Best Documentary) est une récompense remise à la critique du meilleur documentaire indien par le magazine Filmfare lors de la cérémonie annuelle des Filmfare Awards, de 1967 à 1998.
- Le premier lauréat fut Clement T. Baptista pour le film Handicrafts of Rajasthan.
- Le dernier lauréat fut Goutam Ghose pour le film Beyond the Himalayas.

## Liste des lauréates

### Années 1960-1970
- 1967 : Clement T. Baptista - Handicrafts of Rajasthan

- 1968 : S. Sukhdev - India '67

- 1969 : Promod Pati - Explorer

- 1970 : Ramesh Gupta- Then, The Rain

- 1971 : Mushir Ahmed - Koodal

- 1972 : Homi D. Sethna - Creations in Metal

- 1973 : Nine Months to Freedom - S. Sukhdev

- 1974 : A Day with the Builders – C.J. Paulose

- 1975 : The Nomad Puppeteer – Mani Kaul

- 1976 : Sarojini Naidu – B.D. Garga

- 1977 : N.K. Issar - Marvel of Memory

- 1978 : Zafar Hai - Transformations

- 1979 - Pas d'attribution

### Années 1980
- 1980 : Pankaj Parashar - Malfunction

- 1981 : Lokesh Lalvani - They Call Me Chamar

- 1982 : Prakash Jha - Faces After the Storm

- 1983 : Zafar Hai - Experience India

- 1984 : Prem Vaidya - Veer Savarkar

- 1985 : Om Prakash Sharma- Charakku

- 1986 : Anand Patwardhan - Bombay: Our City

- 1987 - Pas d'attribution

- 1988 - Pas d'attribution

- 1989 - Pas d'attribution

### Années 1990
- 1990 : Mani Kaul - Siddheshwari

- 1991 : Gulzar - Amjad Ali Khan

- 1992 : Anand Patwardhan - Ram ke Naam

- 1993 : Ketan Mehta - All in the Family

- 1994 : Madhushree Datta - I Live in Behrampada

- 1995 : Gopi Desai - Manzar

- 1996 : Anand Patwardhan/Simantini Dhuru - A Narmada Diary

- 1997 : Goutam Ghose - Beyond the Himalayas